# Personnages de Final Fantasy VIII

Les personnages de Final Fantasy VIII, sorti en 1999 sur PlayStation, sont en majeure partie créés par Tetsuya Nomura.

## Groupe principal

### Squall Leonhart
Squall Leonhart est le personnage principal de Final Fantasy VIII. C'est un officier du SeeD, l'unité d'élite de l'Université militaire de Balamb, tout juste promu à 17 ans. Réputé pour son caractère antisocial, il semble égoïste et paraît manquer d'esprit d'équipe, mais il est en réalité distant et n'aime pas que les autres se mêlent de ses affaires après avoir perdu plusieurs personnes proches. Squall, comme la majorité des personnages principaux, a été élevé dans un orphelinat par Cid et Edea sur Centra. Il ne se souvient pas de cette étape de sa vie parce qu'il a utilisé des Guardian Forces. Il était à cette époque très proche d'une fille nommée Ellone qui était comme sa grande sœur. Quand elle a quitté l'orphelinat, Squall était attristé. Depuis ce temps, il refuse de se socialiser justement pour éviter d'être blessé émotionnellement. Son symbole, le Lion, qui est gravé sur sa bague, s'appelle Cronos (ou "Griever" dans la version américaine, ce qui signifie en français "celui qui provoque le ressentiment, la souffrance..."), et le symbole se retrouve dans son arme ultime, la Lionheart.

### Linoa Heartilly
Linoa Heartilly est une jeune femme pleine de vie de 16 ans qui a la capacité de toucher le cœur des gens. Ouverte et honnête avec ses sentiments, elle a tendance à dire ce qu'elle pense sans rien dissimuler. Conduite par son ambition qui l'a mené à la tête du groupe rebelle des Hiboux de la Forêt, qui résiste à l'occupation des forces du président Deling sur le continent de Galbadia, son entêtement est parfois farouche. Elle aime tout d'abord Seifer puis choisira Squall, croyant que Seifer est mort au combat. Cependant, lorsqu'elle apprendra qu'il est bien vivant mais influencé par la sorcière Edea, elle restera avec Squall.

### Quistis Trepe
Quistis Trepe est une officier du SeeD qui a été l'instructrice de Squall (à l'âge de 18 ans) et de ses camarades de la BGU, avant de devenir la conseillère en stratégie de Squall. Contrairement à ses apparences calmes et audacieuses, elle est connue pour être redoutable au combat mais a du mal à affronter ses déceptions. Un problème insignifiant se traduit parfois chez elle par un découragement excessif. Elle est de nature calme et réservée mais ressent pour Squall, jeune d'un an de plus qu'elle, des sentiments tumultueux ; on peut également voir une image de son apparence posée, cachant une femme craintive face aux désillusions. Enfin la dernière symbolique est celle d'un individu amoureux de Squall, qui essaye de lui présenter ses sentiments (que celui-ci rejette), et qui, par l'arrivée de Linoa, s'efface peu à peu.
Écrite au début du développement du jeu comme celle qui devait finir en couple avec Squall, Quistis est repassée au second rang lorsque Kazushige Nojima, le scénariste, verra les croquis des portraits des personnages réalisés par Tetsuya Nomura et lui préférera Linoa.

### Selphie Tilmitt
Selphie Tilmitt est une officier en formation, venue de la faculté de Trabia pour passer l'examen du SeeD à la BGU. À cause de son apparence innocente et de sa personnalité légère, Selphie ne semble pas être à sa place dans une académie militaire. Son tempérament insouciant et son attitude décontractée ont tendance à mettre ses amis sur leurs gardes. Petite, elle était avec les autres protagonistes du jeu dans l'orphelinat de Centra, géré par Edea Kramer, où elle débordait déjà d'énergie.
Elle préside le comité d'organisation de la fête annuelle de la BGU, et ne cesse de demander à Squall son soutien pour la mettre en œuvre... Elle tient également un journal intime sur un blog lisible du public, consultable sur le réseau interne de la BGU. Fan de nouvelles technologies, son arme de combat est pourtant un nunchaku.

### Zell Dincht
Zell Dincht est un incroyable spécialiste des arts martiaux. À la BGU depuis l'âge de 13 ans, il aspire à être soldat comme son grand-père qui l'était autrefois, mais son côté rebelle lui vaut souvent d'être recadré (il a une coiffure en pointe exubérante et arbore un tatouage tribal sur la moitié gauche du visage). Ses actions sont plus guidées par impulsion que par la réflexion. Cependant, il est au fond un jeune homme honnête qui aborde les choses sérieusement. Lorsqu'il apprend qu'il est lui aussi orphelin, il mettra encore plus d'ardeur pour protéger sa mère adoptive, restée à Balamb. Il voue une grande admiration à Squall et sera sans doute le plus fidèle de ses amis.

### Irvine Kinneas
Tireur d'élite de l'Université militaire de Galbadia, Irvine Kinneas est connu pour être le « meilleur tireur de l'université ». Sa réputation de séducteur est presque aussi fameuse que son adresse avec un fusil. Bien qu'il semble être indifférent, frivole et sûr de lui au premier abord, il est en réalité sensible et sérieux, parfois même timoré devant son devoir (il sera tétanisé de peur par exemple lorsqu'il devra tirer au fusil à lunette sur Edea lors de la parade à Deling City).

## Antagonistes

### Seifer Almasy
Seifer est un candidat au SeeD. Bien qu'il soit un soldat naturellement doué et escrimeur talentueux, son incapacité à obéir aux ordres et à se contrôler lui a valu une réputation d'adolescent à problème. Bien qu'il reconnaisse et admire les qualités de Squall, il le considère comme son plus grand rival, étant le seul à rivaliser avec lui dans le maniement de la gunblade. 
Seifer est orphelin, il est ainsi élevé à l'Orphelinat d'Edea Kramer où il vit aux côtés de Squall, Selphie, Irvine, Quistis et Zell.
Ami de Linoa, il décide de l'aider dans la quête des Hiboux de la forêt. Mais, rendu fou par sa soif de pouvoir, il se fait chevalier de la sorcière Edea, puis d'Ultimécia, la sorcière du futur. Il s'oppose à de nombreuses reprises aux héros, prenant même le contrôle de l'armée galbadienne. Vaincu à Lunatic Pandora, il semble avoir retrouvé ses esprits à la fin du jeu.

### Edea Kramer
Elle est l'épouse de Cid Kramer, le directeur de la Balamb Garden University. Son rôle est profondément lié au destin des personnages principaux. Elle a notamment élevé Squall, Seifer, Quistis, Selphie, Zell et Irvine à l'orphelinat avec Ellone. C'est une sorcière ayant acquis ses pouvoirs à l'âge de cinq ans. Elle est, avec son mari, la créatrice des Seeds, qui ont pour mission de l'éliminer dans le cas où elle deviendrait maléfique. Elle est ensuite contrôlée par Ultimecia, et dirige ainsi Galbadia. Elle fait alors l'objet d'une tentative d'assassinat de la part de l'équipe de Squall. Une fois Edea libérée de son emprise, elle transmet ses pouvoirs de sorcière à Linoa, qui est ensuite à son tour possédée par Ultimecia. 

### Ultimecia
Ultimecia est le boss de fin du jeu. Au contraire de nombreux autres antagonistes principaux issue de la saga mythique de Squaresoft, tel que Séphiroth ou Kuja, Ultimecia est peu présente. Cette sorcière n'apparaît vraiment que lors du combat final. Elle contrôle tout d'abord Edea pour déclencher une guerre impliquant Galbadia, puis Linoa afin de libérer la sorcière Adel. Elle cherche à réaliser la compression temporelle, afin de créer un monde dans lequel elle seule pourrait vivre. Pour cela, elle a besoin d'Ellone.

## Personnages secondaires

### Laguna Loire
Ex-soldat reconverti en journaliste, Laguna Loire est un homme volontaire doté d'une énergie incroyable. Il aide les faibles et s'oppose à l'oppression. Utilisant sa plume comme un formidable instrument de justice, il s'élèvera contre tous les maux du monde, atteignant bien plus que le titre de journaliste. AU moment où l'histoire du jeu se déroule, il est le président d'Esthar, immense ville qu'il sauvera d'Adel, son ancien tyran.
Lorsque Squall et ses amis effectuent leur périple, il est devenu le président du pays extra-technologique Esthar. Il fut autrefois accompagné dans les troupes de Galbadia par ses amis Kiros et Ward avec lesquels il s'est mis dans de drôles de situations ; il se battait alors armé d'une mitraillette.
Laguna apparait d'abord sous forme de rêve lorsque Squall est plongé dans un sommeil artificiel lors d'un voyage. Plusieurs fois au cours du jeu, Squall rêve des aventures de Laguna, dix-sept années auparavant, et ce n'est que vers la fin de l'histoire qu'il le rencontre. 
Beaucoup de choses montrent les liens entre Laguna et les membres du groupe de héros. Laguna est « l'oncle » d'Ellone, et il était amoureux de Julia, qui est la mère de Linoa Heartilly, mais son cœur se tournera vers Raine, une jeune femme de Winhill qui l'a recueilli blessé après son exploration imprévue de Lunatic Pandora. De nombreux indices das les dialogues montreraient que Laguna est le père de Squall, qui aurait été mis ensuite à l'orphelinat, après la mort de Raine.

### Kiros Seagill
Ex-soldat de Galbadia et compagnon d'armes de Laguna et Ward, il est noir, se bat avec deux lames et joue un rôle d'interprète vis-à-vis de Ward. Après l'incident de Lunatic Pandora, il recherchera Laguna, réfugié dans le petit village de Winhill. Les deux hommes partiront du village pour la carrière journalistique (et cinématographique) de Laguna. Incarcéré par Esthar, il participera à la capture d'Adel, et deviendra par la suite ministre d'Esthar. Il est le membre le plus posé du trio et mène Laguna et Ward à la baguette la plupart du temps.

### Ward Zabac
Ex-soldat de Galbadia, il composait, avec Laguna et Kiros, une unité de soldats galbadiens, il se bat avec un énorme harpon qui lui permet d'utiliser son imposante carrure à son avantage. Parlant déjà très peu, une de leurs mésaventures le décide à faire vœu de silence, et c'est Kiros qui devient son interprète. Il deviendra conseiller de Laguna lors de son mandat à Esthar. 
Imposant et intimidant par sa carrure, Ward est un personnage attentionné, ce qui se voit par le fait qu'il soit toujours entraîné dans un plan mal-conçus de Laguna Loire. 
Ward sert l'armée Galbadienne avec ses amis Kiros et Laguna. Ils se sont perdus en forêt puis échappés jusqu'à Deling City. Arrivés en ville, ils rejoignent un hôtel où ils se posent après chaque mission, Laguna venant surtout écouter Julia Heartilly au piano. Kiros et Ward lui enjoignent de faire connaissance avec la pianiste. Lorsqu'elle s'approche de Laguna, les deux amis partent discrètement. Cependant ils rejoindront Laguna un peu plus tardivement dans sa chambre d'hôtel, car ils sont envoyés en mission à Centra. 
C'est la dernière mission de Ward, Kiros et Laguna, pour l'armée galbadienne. Le trio se perd et se retrouvent dans un site d'excavation de Centra. L'armée d'Esthar extrait le pilier de cristal, un élément tombé de la lune, avec la larme sélénite. Durant leur évasion, ils sautent d'une falaise. Par la suite, Ward sera muet. La traduction française mentionne que le soldat fait vœu de silence, cependant la traduction anglophone explicite qu'il est blessé et perd sa voix[réf. nécessaire]. Après son départ de l'armée, il se retrouve à travailler dans la prison de désert de Galbadia en tant que gardien, Zell rêvera plus tard de cet évènement. 
Onze mois plus tard, lorsque les soldats esthariens enlèvent Ellone, Ward accompagné de Kiros et Laguna, porte secours à la jeune fille. En cours de route, ils ont des problèmes. ils se retrouvent à participer à la création d'un film, Ward avec Kiros porteront une tenue de dragon, afin de gagner de l'argent. Toutefois, Laguna, Kiros et Ward combattent un vrai dragon qui avait pris la place du duo. Ils arrivent finalement à Esthar, sauvent Ellone et vaincront la sorcière Adel, tyran d'Esthar. Laguna devient président d'Esthar, Kiros et Ward ses conseillers. 
Plus tard, quand Squall ira au Mémorial des Sorcières, il rencontrera Ward, sans le reconnaître à cause des vêtements larges de ce dernier. Laguna, Kiros et Ward rencontreront le groupe de Squall. Lors de la mission pour le Lunatic Pandora, dans le vaisseau Hydre, Kiros et Ward feront une remarque sur les parents de Squall.

## Personnages mineurs

### Docteur Kadowaki
Le Dr Kadowaki est la femme médecin de la BGU qui soigne la blessure de Squall après son combat contre Seifer lors de la cinématique d'ouverture, lui disant de se ménager à l'entraînement. Pendant la guerre interne de la BGU provoquée par NORG, elle reste neutre et soigne les blessés des deux bords. Par la suite, lors du conflit entre les deux universités, le docteur monte sur la passerelle, fait un rapport sur l'évolution de la guerre à Squall, et l'intime de faire un discours pour motiver les troupes contre l'armée de Galbadia. 
Elle est un ancien membre du groupe de cartes CC, anciennement le Roi, avant de perdre le titre face à Quistis.

### Ellone
Présente au tout début du jeu, Ellone est une jeune fille aux pouvoirs mystérieux. Même si elle apparaît de manière épisodique dans le jeu, elle a néanmoins un rôle important dans le scénario. Elle est la nièce de Laguna et la grande sœur affective de Squall,, qu'elle a fréquentée à l'orphelinat dans lequel l'équipe de Squall (excepté Linoa) a passé son enfance. Elle est capable de manipuler le temps, et est responsable des étranges rêves dans lesquels sont de temps à autre plongés Squall et le reste de l'équipe et mettant en scène Laguna, Kiros, et Ward. Par ailleurs, ces trois derniers ont conscience de la présence des membres de l'équipe de Squall dans leur tête pendant ces rêves. Les Seeds blancs ont pour mission de la protéger. À cause de ses pouvoirs, elle est enlevée par Esthar et recherchée par Ultimecia. Elle permet à l'équipe de Squall d'affronter Ultimecia grâce à son pouvoir.

### Cid Kramer
Portant l'un des prénoms récurrents de la saga Final Fantasy, Cid est le directeur de la B.G.U (Balamb Garden University) mais aussi le mari d'Edea. Chef des Seeds, dont le but est de protéger le monde des sorcières, il confiera le commandement à Squall après la tentative d'assassinat contre Edea et le conflit interne à la B.G.U. avec NORG.

### Martine
Proviseur et recteur de l'université de Galbadia Garden. Il n'est pas mentionné depuis combien de temps il occupe ce poste, mais laisse supposer qu'il est présent depuis la création de l'université de Galbadia. Il n'y a aucun lien entre l'université de Balamb et de Galbadia, il n'y a pas de formation pour devenir SeeD. La principale différence entre les deux universités est l'usage des armes et technologies, au lieu de la magie. L'université de Galbadia est en lien avec le gouvernement de Galbadia. Martine a créé un programme d'ancien élève facilitant les diplômés à s'engager dans les armées[réf. nécessaire]. 
Les liens unissant l'université au gouvernement de Galbadia rend celle-ci soumise aux tendances politiques. Martine s'inquiète de la montée en puissance de la prêtresse. Avec le général Caraway, ils échafaudent un plan d'assassinat. Il introduit le tireur d'élite, Irvine Kinnéas, au groupe de SeeD qu'il a engagé. Lorsque le plan échoua, Martine quitte son poste et fuit l'université. la prêtresse prend le contrôle de l'université de Galbadia. 
Bien qu'il ne soit pas lié officiellement à la tentative d'assassinat, il s'exile dans la ville d'Horizon. Squall peut le trouver assis à proximité de la maison du maire.

### Fujin
Fujin est une jeune femme amoureuse de Seifer, et amie de Raijin, bien que leur amitié ne fonctionne vraiment que lorsqu'elle doit le faire obéir. Aux cheveux couleur argent, vêtue d'un manteau bleu et portant un cache-œil sur son œil gauche, elle se bat avec un chakram et utilise la magie d'élément vent. Elle est au début membre du conseil de discipline, puis suit Seifer lorsque celui-ci quitte la B.G.U pour Edea. À la fin du jeu, Raijin et elle abandonnent Seifer.
Son nom signifie en japonais « Dieu (Déesse) du Vent » (expliquant pourquoi les sorts de type vent ne lui causent aucun dégât lors du combat contre elle à Balamb City).

### Raijin
Raijin est un jeune homme au physique de colosse qui suit Seifer comme son ombre. Lui aussi membre du conseil de discipline, il obéit à Fujin et quitte aussi la B.G.U. pour accompagner Seifer. De même que Fujin, il l'abandonne vers la fin du jeu. Il se bat à l'aide d'un bâton et la magie de type foudre.
Raijin signifie en japonais « Dieu de la Foudre » (expliquant pourquoi les sorts de type foudre le soigne lors du combat contre lui à Balamb City)

### Biggs et Wedge
Les « classiques » personnages récurrents de Final Fantasy, sont ici des soldats de Galbadia. Ils croisent souvent les héros par malchance (Dollet, Timber, Prison du désert), mais servent uniquement de boss. Dans le Lunatic Pandora, ils décident de démissionner.

### Julia
Julia est une jeune femme, pianiste dans un hôtel de Galbadia, où elle rencontre Laguna, qui l'admire beaucoup. Elle se marie avec le Général Caraway, avec qui elle aura pour fille Linoa. Elle meurt dans un accident de voiture avant le début du jeu. Ses apparitions dans le jeu lors des « rêves » des héros sont accompagnées d'une version au piano du thème Eyes on Me.

### Général Caraway
Fury. Caraway est un militaire galbadien, il est le père de Linoa et le mari de la défunte pianiste et chanteuse Julia Heartilly. Le Général Caraway est perçu comme sévère, déterminé et loyal. Il emploie la BGU pour assassiner la prêtresse Edea. Sa relation avec sa fille semble compliquée, autant par son statut de général et elle de résistant, que par leurs personnalités opposées. Bien que sa fille ait rejoint le groupe de résistants de Timber, les Hiboux de la forêt, le général continue de la protéger, d'abord en l'enfermant dans le manoir en prévention de la mission d'assassinat d'Edea Kramer, ensuite en la libérant de la prison du désert. 
Promu général lors de la guerre occulte contre Esthar, il travaille en étroite collaboration avec le président à vie, Winzer Deling, jusqu'à la victoire de Galbadia. Il rencontre la jeune pianiste, âgée de 22 ans, Julia Heartilly, alors dans une période de sa vie difficile. Sa relation avec le soldat galbadien, Laguna Loire, a pris fin abruptement lorsque celui-ci est porté disparu lors d'une mission à Centra. Le général l'a réconforté et ils se sont entichés. Il encourage sa femme à poursuivre son rêve de chanteuse, ce qu'elle fait en enregistrant la chanson Eyes on me. 
Ils se marient et vivent ensemble à Deling City. Fury monte en grade et devient chef des opérations alors que sa femme continue de composer et chanter. Ils ont un enfant, nommé Linoa Heartilly. Julia meurt dans un accident de voiture alors que sa fille à cinq ans. 
Le général Caraway doute de Winzer Deling lorsque ce dernier tombe sous l'influence de la prêtresse Edea et la nomme comme ambassadrice officielle de la nation. Deling pense que le statut de la sorcière permet de soumettre à l'autorité galbadienne sans tirer de coup de feu, ce dont doute le général, car de son expérience du conflit contre la sorcière Adel, il pense qu'aucune sorcière ne se soumettra. 
Il monte un plan conjointement avec les universités de Balamb et de Galbadia afin d'assassiner la prêtresse. Il appelle les SeeD et le tireur d'élite, Irvine Kineas, pour que la sorcière durant la parade d'inauguration, comme ambassadrice de Galbadia, soit enfermée sous l'arche et assassinée d'une balle dans la tête. Ce plan échoue. 
Le général Caraway est alors démis de ses fonctions et Seifer Almasy prend le contrôle de l'armée galbadienne. Il est assigné à résidence dans son manoir, mais conserve une influence lui permettant de libérer sa fille de la prison du désert.

### NORG
NORG, également orthographié Norg[réf. nécessaire], est un Shumi qui a financé la construction de la BGU, et par conséquent, est le recteur de Balamb Garden University. 
Provenant du village Shumi, NORG est vaniteux, égoïste et couard, L'opposé des Shumis vivant au village. Cette opposition se perçoit également dans sa gesticulation, il montre ses mains fièrement alors que les shumis ont pour coutume de les cacher (voir les mains des shumis est considéré comme un honneur). 
Il est parti du village Shumi pour s'enrichir (on ne sait pas s'il part de lui-même ou s'il est banni par la tribu des Shumis). Il fonde, avec Cid et Edea Kramer, grâce à ses fonds, la Balamb Garden University, dont il devient propriétaire et responsable des finances. Pour enrichir la BGU, il a l'idée de faire des SeeDs des mercenaires. Il n'est pas intéressé par le but des SeeDs, et donc du but original de la BGU, qui est de défaire la sorcière. L'autorité de NORG lui permet de faire respecter les règles, par le biais des templiers, et de faire pression sur Cid Kramer lorsqu'il le juge nécessaire. 
Le plan d'assassinat de la prêtresse – fomenté par Cid de la BGU, Martine de l'université de Galbadia et le Général Caraway de Galbadia – ayant échoué, NORG est énervé à l'idée que la BGU soit impliquée. Il essaye de calmer la fureur d'Edea en livrant les SeeDs impliqués dans ce plan – Squall, Selphie, Zell et Quistis – afin de montrer la sincérité de l'université de Balamb. Cid refuse cette idée et une guerre interne éclate, entre élèves, templiers et SeeDs, pour destituer Cid et tuer les SeeDs. Squall et ses amis sont rappelés. NORG leur explique que Cid et Edea sont mariés, et que son acte de livrer les SeeDs a pour but de sauvegarder l'université de Balamb. Il attaque le groupe de Squall et est vaincu. Un cocon lumineux apparaît, enfermant NORG dans sa capsule. 
On ne le revoit plus par la suite. Si le groupe décide d'aller de nouveau dans la chambre de NORG, il voit le cocon brisé et peut trouver des Shumis s'excusant du comportement de NORG. Lors de la première visite de Squall à Horizon, un batelier lui demande en quoi NORG va évoluer, ce qui trouble Squall.

### Shu
Shu est une instructrice de la BGU, tout comme Quistis. Elle supervise l'examen des SeeDs, aux côtés de Cid Kramer et Quistis Trepe. Elle est amie avec cette dernière. Il est sous-entendu qu'elle est une des SeeD les plus âgés. Par la suite, elle conseillera Squall, lorsqu'il prendra les commandes de l'université. 
C'est une personne sérieuse et qui garde son sang-froid, que ce soit avec Seifer Almasy ou lors de la guerre interne contre NORG. Elle y prend une part active et reste loyale à Cid Kramer. Elle garde la même attitude, avant et après la démission de Cid en tant que proviseur de la BGU.   
Lors de l'examen SeeD, elle explique le scénario qui se déroule à Dollet au groupe B, composé de Squall, Seifer et Zell. Elle reste à l'intérieur d'un des bateaux d'assaut. Après l'examen, elle reproche à Seifer son non-respect des ordres et qualifie même son poste de chef de l'équipe B comme une plaisanterie. 
Lors de la guerre interne menée par NORG, elle s'aligne sur la position du proviseur Cid Kramer, quitte à menacer Squall et son groupe. Ce dernier ne comprenant pas la situation, ne s'identifie pas directement comme allié de Cid. Pendant l'émeute, Shu garde contact avec les SeeDs présent dans la BGU, puis sachant que des missiles visent l'université, indique à Squall où se situe le proviseur. 
Lorsque Squall devient commandant de la BGU et que celle-ci devient mobile, Shu – comme Quistis et Nida – intègre le pont de commande et aide Squall à maintenir l'ordre. Elle donne la direction à prendre et fait des rapports. Durant la bataille entre les universités, Shu coordonne la défense et l'attaque de la BGU. 
Lorsque Squall obtient l'Hydre, Shu lui fait la demande de monter à bord du vaisseau. Il est possible de la retrouver, lors de la compression temporelle, à l'intérieur de l'Hydre. Après la victoire des SeeDs face à Ultimecia, Shu apparaît sur l'enregistrement vidéo d'Irvine et lui fait signe[réf. nécessaire]. 
Shu fait partie du groupe CC, en tant que Reine de cœur.
L'étymologie du nom de Shu, Xú (徐) en chinois, a pour signification le terme "doucement".

### Docteur Geyser
Le Dr Geyser est un éminent scientifique, expert de la nécromancie vivant à Esthar. Il construira dans le futur une machine capable de reproduire le pouvoir d'Ellone. Il parle avec un fort accent teuton. 

### Adel
Adel est une sorcière qui régna sur Esthar et fut redoutée dans le monde entier. Elle accède au pouvoir entre la destruction de l'empire de Centra et la Guerre Occulte. La façon dont elle prend le pouvoir n'est pas explicitée. Cependant, le journal de Selphie mentionne des similitudes entre la prise de pouvoir de la prêtresse Edea sur Galbadia et d'Adel sur Esthar : coopérer avec l'ancien dirigeant, puis l'assassiner[réf. nécessaire]. Sa découverte du pilier de cristal et la construction du Lunatic Pandora, pour utiliser le pouvoir de la larme sélénite, sont un des indicateurs de la volonté de destruction des autres nations par Adel. Son désir d'obtenir de plus en plus de pouvoir et de dominer le monde conduit à la Guerre Occulte. 
Vaincue par Laguna et le Dr Geyser, elle est scellée dans une cellule cryogénique avec la technologie du cristal d'emballage et envoyée en orbite dans l'espace. Elle est gardée sous surveillance par les ingénieurs d'Esthar. Cependant, Libérée par Linoa - alors contrôlée par Ultimecia - elle retourne sur la planète suivant le plan d'Ultimecia. Le but de celle-ci est de prendre possession du corps d'Adel. Sa tombe, entrainée par la larme sélénite, tombe sur la planète et est récupéré par Seifer dans le Lunatic Pandora. Elle est pendant un certain temps unit au corps de Linoa, sacrifiée par Seifer, avant d'être défait par Squall et les autres SeeD. 
Adel est caractérisée comme un personnage cruelle, avide de pouvoir, brutale et froide. Son règne tyrannique sur Esthar est souligné par le fait que les Esthariens parlent d'elle à voix basse. La traduction française du jeu fait parfois référence à Adel comme un homme dû à son hermaphrodisme. Toutefois, seules les femmes peuvent être sorcières, ce qui ne laisse pas de doute sur le genre d'Adel. 

### Winzer Deling
Winzer Deling, connu aussi sous le nom de président Deling, est le président à vie de Galbadia. Figure historique, son mandat commence dès la fin de la seconde guerre occulte. La capitale de Galbadia, son lieu de résidence, est nommée Deling City, d'après son nom. Il utilise des doublures pour assurer sa sécurité, notamment lors de voyage hors de la ville de Deling. 
Deling est un homme qui souhaite gouverner le monde, il contrôle en partie le continent occidental - composé principalement des villes de Dollet, Timber et du village de Winhill. Il est un orateur et apprécie d'être une figure publique, notamment pour s'exprimer personnellement au monde entier lors de l'unique diffusion hertzienne, dix-sept ans après la fin de la seconde guerre occulte. Le président a mauvais caractère, les soldats redoutent son tempérament de peur d'être rétrogradé, de ne pas être rémunéré si tout ne se passe pas parfaitement. 
Winzer, obnubilé par le pouvoir, est un homme ambitieux qui passe de gouverneur à président de Galbadia. À la fin de la seconde guerre occulte, Galbadia devient la nouvelle superpuissance mondiale dirigée par Winzer Deling. C'est cette popularité acquise par la fin de la guerre que Deling a pu transformer la présidence démocratique en dictature autoritaire. Ensuite il cherche à étendre le territoire galbadien à la ville indépendante de Timber, au village de Winhill et au duché de Dollet, afin de gagner rapidement le soutien des Galbadiens. La soumission politique de la ville de Timber et sa gestion militaire montre la conduite dictatoriale de Winzer Deling. 
Durant le siège de Timber, des mouvements de résistances se sont créés, comme les renards de la forêt ou bien les hiboux de la forêt. Ce dernier a été créé par les père des résistants Zone et Watts. Après la capture des membres fondateurs des hiboux de la forêt, Winzer Deling va exécuter lui-même les leaders de la résistance face à leurs enfants. Cependant, cela n'arrête pas les différents mouvements de résistance, qui souhaitent libérer Timber de l'emprise de Galbadia.
Après avoir passé Winhill sous la juridiction de Galbadia, Winzer se concentre sur le duché de Dollet. Le siège est repoussé grâce aux soldats de Dollet, aux cadets et SeeD de la BGU. Seule la tour de transmission et l'antenne satellite ont été sécurisées par l'armée galbadienne.
Il va rencontrer la prêtresse Edea, enchanté par celle-ci et envieux de ses pouvoirs, Deling souhaite la promouvoir comme ambassadrice officielle de Galbadia à l'étranger. Il ne perçoit pas la sorcière comme une menace, souhaite l'utiliser comme une arme de dissuasion et forcer les cibles de Galbadia de se soumettre. Il utilise l'antenne satellite de Dollet pour diffuser un message audiovidéo à partir de la station de télévision nationale de Timber, pour annoncer l'alliance avec la prêtresse Edea. Cependant son action est interrompue par l'attaque de Seifer Almasy. Contraint par la sorcière, il libère le président et part avec elle. 
Les agissements du président Deling mènent à la méfiance, même parmi ses compatriotes que sont le général Caraway et le recteur de l'université de Galbadia Martine. Ils préparent un plan d'assassinat de la sorcière, conjointement menée avec les SeeD de la BGU. Juste avant la mise en place du plan, le président Winzer Deling se fait empaler par la sorcière. La foule ne réagit pas, elle est enchantée par un sort de fascination.

## Personnages légendaires

### Hyne
Hyne est considéré comme le créateur et la déité du monde. Il est aussi à l'origine du pouvoir de la sorcière (connue aussi sous d' "incarnation de la sorcière", en japonais). 
Il est mentionné dans les traditions. Cette légende est connue par des transmissions orales notamment par un vieil homme à sa petite fille dans une résidence de la ville de Balamb; et grâce à un livre, intitulé La légende de Vascaroon que conte une seed blanc sur le bateau des seed blanc à des enfants à Centra. 

### Vascaroon
C'est un sage qui révéla au roi Zebalga que la moitié du corps de Hyne était corrompue et sans pouvoir. Selon la compilation "la légende de Vascaroon", le sage a vécu 980 ans. Il s'agit probablement d'une combinaison de diverses histoires, ce qui explique son grand âge. Le livre relate les nombreuses inventions et réalisations de Vascaroon.

### Zebalga
Roi d'un clan, vu comme un roi sombre, il est celui qui remporta la première guerre entre les hommes, pour la moitié du corps de Hyne[réf. nécessaire].

### Zefer
Zefer est un chevalier d'une sorcière qui l'a défendu en défendant son peuple lors de l'effondrement des temps anciens. 
Lors du périple de Laguna Loire, Zefer et la sorcière sont célèbres. Elle est considérée comme une sorcière d'importance historique. Une adaptation audiovisuelle sur leurs aventures a été tournée, avec comme acteur Laguna Loire dans le rôle du chevalier de la sorcière. Les amis de Laguna, Kiros et Ward, sont invités pour remplacer un acteur malade et porter un costume de dragon attaquant Zefer et la sorcière. Cependant un vrai dragon prend la place des deux compagnons de Laguna. Ce dernier a occis le dragon grâce a la lame de Zefer. 
Ce film est devenu populaire comme en témoigne le style de combat de Seifer Almasy, reprenant celui de Laguna en tant que Zefer. Le rêve de Seifer de devenir chevalier de la sorcière semble inspiré de ce film[réf. nécessaire].